# 加藤奈々絵
加藤 奈々絵（かとう ななえ、1976年2月24日 - ）は、日本の女性声優。茨城県出身。

## 人物
以前はエースデュースコードに所属していたが、2009年の途中からフリーになった。
小学生の頃は動物園の飼育係になって黒ヒョウを育てたいと考えてたが、現在は声優になって良かったと語っており、飼育係になっていたら黒ヒョウに噛まれていただろうと冗談交じりに述べている。
2003年3月、自身がリーダーの声優ユニット「パステル」のメンバーとなる（2004年1月に解散）。2016年1月、12年ぶりの再結成を発表した。

## 出演
太字はメインキャラクター。

### テレビアニメ
1998年
- EAT-MAN'98（アレックス、子供）
- SHADOW SKILL -影技-（女の子1）
- 魔法のステージ ファンシーララ（生徒、クラスメイト、おばさん、少年）

1999年
- 魔法使いTai!（増子まどか）

2000年
- レレレの天才バカボン（金次郎、暴れ猫）

2001年
- しあわせソウのオコジョさん（2001年 - 2002年、久遠ゆうた）

2002年
- 朝霧の巫女（百合草千佳）
- プリンセスチュチュ（2002年 - 2003年、あひる / プリンセスチュチュ）
- 円盤皇女ワるきゅーレ（妙、猫耳D、猫耳侍女）

2003年
- 銀河鉄道物語（サライ）
- コロッケ!（2003年 - 2005年、コロッケ）
- 神魂合体ゴーダンナー!!（2003年 - 2004年、林） - 2シリーズ
- PEACE MAKER鐵（ハナ）
- ポケットモンスター アドバンスジェネレーション（ハート）
- 円盤皇女ワるきゅーレ 十二月の夜想曲（妙、安藤映子）

2004年
- アガサ・クリスティーの名探偵ポワロとマープル（アニー）
- 犬夜叉（子供）
- げんしけん（加藤憲二）
- ごくせん（少女時代の同級生）
- じゃがいぬくん（すいかめ、いちごうもり）
- 魁!!クロマティ高校（子供B）
- ロックマンエグゼStream（葉月ユイ）

2005年
- アニマル横町（まっち）
- 灼眼のシャナ（2005年 - 2011年、ドミノ） - 3シリーズ
- トランスフォーマー ギャラクシーフォース（スキッズ）

2006年
- 妖逆門（2006年 - 2007年、川口幹春 / ミック）
- ふしぎ星の☆ふたご姫 Gyu!（マーチ）

2007年
- かみちゃまかりん（ニャケ / しーちゃん）
- さぁイコー! たまごっち（くろまめっち、もりがみっち）
- しゅごキャラ!（2007年 - 2010年、ミキ） - 3シリーズ

2008年
- イナズマイレブン シリーズ（2008年 - 2013年、目金欠流、天城〈小学生〉、小鳩宏夫、黒裂真命） - 3シリーズ
- のらみみ（のらみみ） - 2シリーズ

2009年
- たまごっち!（2009年 - 2014年、くろまめっち、まねーねっち、タコウィンナーっち、さぶさぶっち、シュートっち） - 3シリーズ
- 続 夏目友人帳（滋少年）
- ハヤテのごとく!!（不良子供B）

2019年
- イナズマイレブン オリオンの刻印（目金欠流）

### 劇場アニメ
- フイチンさん（2004年）
- あした元気にな〜れ! 半分のさつまいも（2005年、テッチャン）
- えいがでとーじょー! たまごっち ドキドキ! うちゅーのまいごっち!?（2007年、くろまめっち）
- 映画! たまごっち うちゅーいちハッピーな物語!?（2008年、くろまめっち）
- 劇場版イナズマイレブン 最強軍団オーガ襲来（2010年、目金欠流）
- 映画 イナズマイレブン総集編 伝説のキックオフ（2024年、目金欠流）

### OVA
- エクスドライバー（2000年）
- 円盤皇女ワるきゅーレ 星霊節の花嫁（2005年、妙、安藤映子、変）
- 円盤皇女ワるきゅーレ 時と夢と銀河の宴（2006年、妙）
- 日本昔ばなし・世界名作童話（2009年、きんたろう、くり、一休さん、ひきがえる母ちゃん、ジャック、ジョン、コオロギ、アラジン、こやぎD、あひる、2番目のこぶた〈木のいえ〉、ハック、みにくいあひるのこ、うさぎ）
- 夏目友人帳 いつかゆきのひに（2014年、滋少年）
- イナズマイレブン Reloaded（2018年、目金欠流）

### Webアニメ
- 魔法遊戯（2001年、マスタード）
- 新宿シンちゃんよいこの交通安全（2008年、新宿シンちゃん）
- 新宿シンちゃんパトロールわるいおとなにきをつけて（2009年、新宿シンちゃん）
- やりすぎ!!! イタズラくん（2019年、イタズラくん）

### ゲーム
2003年
- コロッケ!2 闇のバンクとバン女王（コロッケ）
- コロッケ!3 グラニュー王国の謎（コロッケ）

2004年
- コロッケ! バン王の危機を救え（コロッケ）
- コロッケ!4 バンクの森の守護神（コロッケ）
- コロッケ!Great 時空の冒険者（コロッケ）

2005年
- コロッケ!DS 天空の勇者たち（コロッケ、コロット）

2006年
- アニマル横町 どき☆どき進級試験! の巻（まっち）
- 灼眼のシャナ（ドミノ）

2007年
- 灼眼のシャナDS（ドミノ）

2008年
- しゅごキャラ! 3つのたまごと恋するジョーカー（ミキ）
- しゅごキャラ! あむのにじいろキャラチェンジ（ミキ）

2009年
- イナズマイレブン シリーズ（2009年 - 2010年、目金欠流） - 2作品
- しゅごキャラ! ノリノリ!キャラなりズム♪（ミキ）

2011年
- イナズマイレブン ストライカーズ（2011年 - 2012年、目金欠流、ヘパイス、バーラ、アイシー、黒裂真命、マキシ・クゥ、メイガー・ネイサン） - 3作品
- イナズマイレブンGO シャイン/ダーク（黒裂真命、天城〈子ども時代〉）

2012年
- イナズマイレブンGO2 クロノ・ストーン ネップウ/ライメイ（黒裂真命）

2013年
- イナズマイレブンGO ギャラクシー ビッグバン/スーパーノヴァ（黒裂真命）

### ドラマCD
- 『その向こうの向こう側』第2巻初回限定版特典ミニドラマCD
- ドラマCD PINKY:SHOW TIME #001〜#002（リサ、PK008）
- CHRNO CRUSADE 2--永遠の時間--（シスターC、2001年4月25日、MMCC-4019）
- ドラマCD PEACE MAKER 鐵シリーズ（ハナ）
- ドラマCD付き限定版『しゅごキャラ!』12巻（ミキ）

### 吹き替え
- ヘラクレス（子供）

### テレビ
- アニメ天国（レポーター、 - 2004年9月）

### ラジオ
- ホレぼれ。（文化放送・ラジオ関西、2002年10月 - 2003年9月）
- きけばいーじゃん!しゅごキャラ!じお（しゅごキャラ!スペシャルサイト内：2008年1月23日 - 2010年3月31日）

### CM
- コロッケ! バン王の危機を救え

## ディスコグラフィ

### キャラクターソング
パステルの作品はユニットの記事を参照。
- - にじいろキャラチェンジ!（ミキ、2008年11月5日）
  - しゅごキャラ! キャラクターソングコレクション（ミキ、2009年3月18日）
  - しゅごキャラ! キャラクターソングコレクション3（ミキ、2010年2月17日）